# Chiesa di San Nicola dei Prefetti

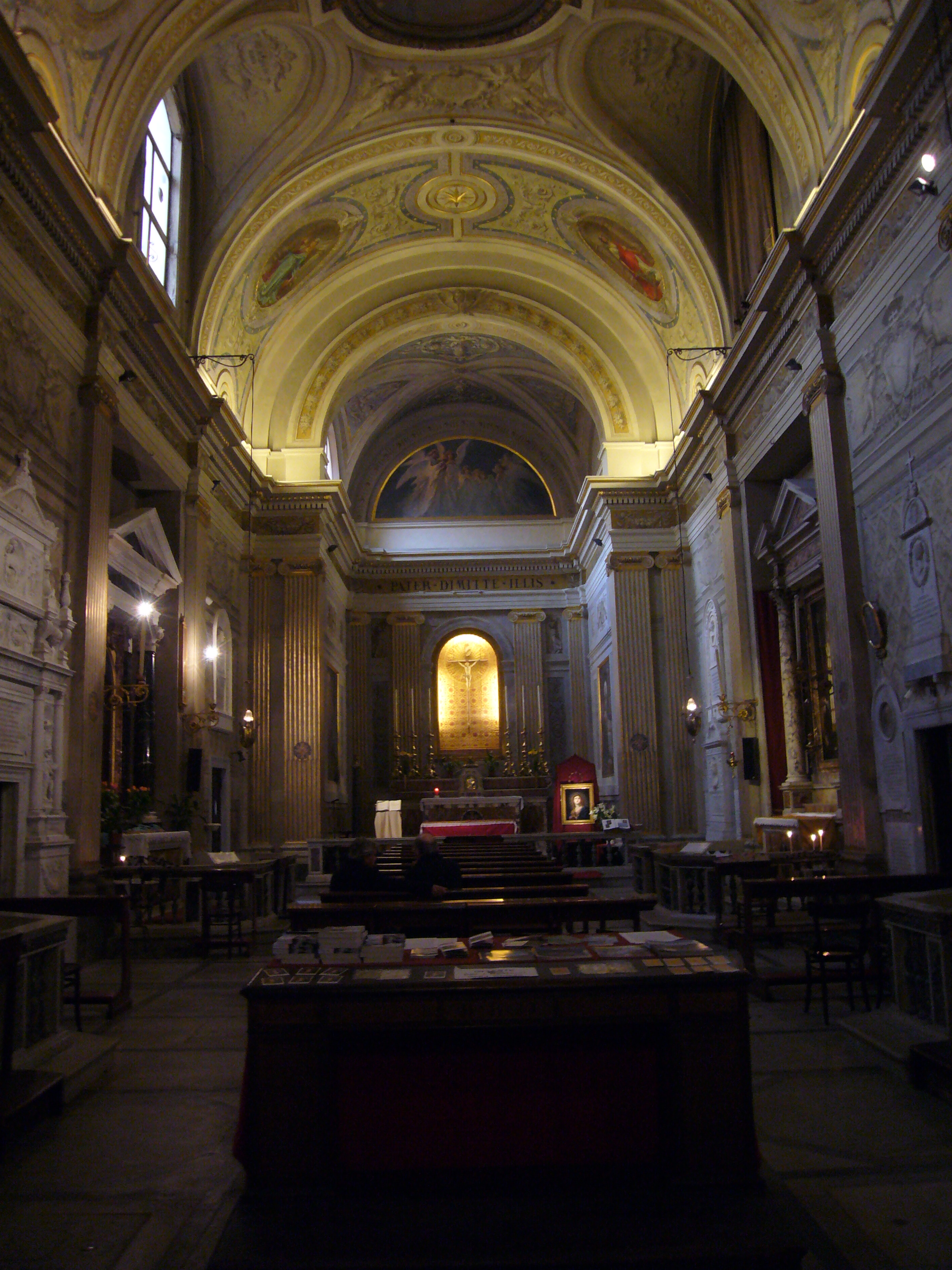
Vista dell'interno

La chiesa di San Nicola dei Prefetti (comunemente detta "San Nicola ai Prefetti") è un luogo di culto cattolico di Roma, nel rione Campo Marzio, posto in via dei Prefetti.

## Storia
La chiesa, secondo la tradizione, è antichissima, anche precedente ai tempi di papa Zaccaria (741-752).
È conosciuta fin dal XII secolo con l'appellativo de prefecto, in riferimento al vicino palazzo dei Di Vico (oggi palazzo di Firenze), famiglia che nei vecchi manoscritti è detta anche dei Prefetti, per aver assunto la carica della prefettura cittadina da Pietro Di Vico nel 1297 a Giacomo Di Vico nel 1485.
Nel 1524 Gaetano di Thiene ottenne il breve che legittimava la fraternità dei suoi preti, fondando l'ordine dei Chierici Regolari Teatini. La comunità scelse come propria chiesa San Nicola ai Prefetti, che era una piccola parrocchia gestita dal clero secolare, abbandonandola però tre anni dopo, al momento del sacco di Roma.
Nel 1567 papa Pio V concesse la chiesa ai Padri Domenicani di Santa Sabina, i quali intrapresero la ricostruzione dell'edificio, inglobandolo all'interno del nuovo convento. I lavori iniziarono nel 1582 e proseguirono fino al 1730. A metà dell'Ottocento nuovi restauri portarono al rifacimento del presbiterio e alla nuova decorazione interna. Dal 1927 la chiesa è officiata dai Missionari Oblati di Maria Immacolata.

## Descrizione
La facciata della chiesa è inglobata tra due ali del convento, e presenta un medaglione in stucco raffigurante san Pio V (beatificato nel 1672 e canonizzato nel 1712).
L'interno si presenta a navata unica, con volta a botte e due altari per lato. Esso conserva un affresco settecentesco di Giacomo Triga raffigurante la Gloria di San Nicola di Bari. Per finanziare la ricostruzione della chiesa, i Domenicani dovettero vendere una preziosa tela di Guido Reni raffigurante una Madonna col Bambino. All'altare maggiore è conservata l'immagine della Madonna chiamata Mater misericordiae, che, secondo la tradizione, assieme ad altre 24 icone mariane della città, mosse gli occhi tra il 1796 e il 1797, e venne collocata in chiesa nel 1854: in origine era posta in un vicino botteghino del lotto, ma dopo il presunto miracolo era tale la ressa dei giocatori dei numeri, che fu deciso il suo trasferimento nella chiesa.